# Chris Boucher
Christopher Boucher (* 11. Januar 1993 in Castries, St. Lucia) ist ein kanadischer Basketballspieler, der für die Toronto Raptors in der NBA spielt.

## Laufbahn
Boucher wurde auf St. Lucia in der Karibik geboren, ehe er nach Kanada kam, wo er in Montréal aufwuchs und als Jugendlicher Eishockey, Leichtathletik und Fußball trieb. Mit 16 Jahren brach er die Schule ab und arbeitete später in Montréal als Hilfskoch und Tellerwäscher.
Basketball begann er erst im Alter von 18 Jahren. Im März 2012 bewarb er sich für einen Platz an der sich seinerzeit im Aufbau befindenden Alma Academy in Montréal, wurde aber nicht genommen, da die Verantwortlichen glaubten, alle körperlich großen Spieler in der Stadt zu kennen und deshalb seine angegebene Körpergröße von 2,02 Meter anzweifelten. Im Juli 2012 nahm Boucher an einem Basketballturnier teil, wurde dort von einem Späher der Alma Academy entdeckt und spielte letztlich in der Saison 2012/13 für die Schulmannschaft.
Boucher ging 2013 in die Vereinigten Staaten und lief im Spieljahr 2013/14 für die Mannschaft des New Mexico Junior Colleges auf. In 32 Partien erzielte er im Schnitt 11,8 Punkte sowie 6,7 Rebounds. Die Hochschule nahm ebenso am Spielbetrieb der NJCAA, der Vereinigung der „zweijährigen“ Universitäten teil, wie das in Wyoming gelegene Northwest College, für dessen Mannschaft Boucher in der Saison 2014/15 spielte. Dort machte er mit starken Leistungen nachdrücklich auf sich aufmerksam, kam in 34 Spielen auf Mittelwerte von 22,5 Punkten, 11,8 Rebounds sowie 4,7 geblockten Würfen und wurde als Spieler des Jahres der ersten NJCAA-Division ausgezeichnet.
Boucher wechselte 2015 an die University of Oregon in die erste Division der NCAA, für deren Mannschaft der Kanadier bis 2017 69 Einsätze verbuchte, in denen er im Durchschnitt 12,0 Punkte erzielte, 6,8 Rebounds einsammelte und 2,7 gegnerische Würfe blockte. Mit neun Blocks in einem Spiel (im November 2015 gegen Arkansas State) und 110 Blocks in einer Saison (2015/16) stellte Boucher jeweils Bestmarken für die Mannschaft der University of Oregon auf. Seine insgesamt erzielten 189 Blocks brachten ihm in der „ewigen Bestenliste“ der Hochschule den zweiten Platz ein. Im März 2017 zog er sich einen Kreuzbandriss zu, was für Boucher nicht nur das Ende des Spieljahres 2016/17, sondern ebenfalls seiner Zeit als Collegespieler bedeutete.
Im Draft-Verfahren der NBA im Jahr 2017 entschied sich keine Mannschaft, die Rechte am Kanadier zu sichern, der Sprung in die nordamerikanische Profiliga gelang ihm aber dennoch: Während er noch Aufbautraining in Folge seines Kreuzbandrisses absolvierte, stattete ihn der damals amtierende NBA-Meister, die Golden State Warriors, mit einem Zweiwegevertrag aus, der ihm Einsätze in der NBA und der NBA G-League gestattete. Boucher bestritt in der Saison 2017/18 letztlich ein NBA-Spiel für Golden State und wurde darüber hinaus in der Ausbildungsmannschaft Santa Cruz Warriors in der NBA G-League eingesetzt (20 Spiele: 11,8 Punkte, 7,5 Rebounds und 2,1 Blocks pro Partie). Im Juni 2018 wurde Boucher aus dem Aufgebot der Golden State Warriors gestrichen.
Die Toronto Raptors nahmen ihn im Oktober 2018 unter Vertrag, auch diese Vereinbarung enthielt die Möglichkeit, sowohl in der NBA für Toronto als auch in der Ausbildungsliga bei den dem Klub angeschlossenen Raptors 905 Spielerfahrung zu sammeln. Im Dezember 2018 stellte er mit 47 in einem Spiel erzielten Punkten eine neue Bestmarke für die Raptors 905 auf. Damit brach er einen Rekord, den er im vorherigen Verlauf der Saison mit 37 Punkten selbst aufgestellt hatte. Er erzielte für Mississauga im Verlauf des Spieljahres in 28 Einsätzen im Schnitt 27,2 Punkte, 11,4 Rebounds sowie 4,1 Blocks in der G-League und wurde als bester Spieler sowie bester Verteidiger der Saison 2018/19 ausgezeichnet. Mit den Toronto Raptors gewann er im Spieljahr 2018/19 den NBA-Meistertitel, kam in den Playoffs aber nur zu zwei Kurzeinsätzen.

## Karriere-Statistiken

### NBA

#### Reguläre Saison
| Saison  | Team         | GP  | GS | MPG  | FG % | 3P % | FT % | RPG | APG | SPG | BPG | PPG  |
| ------- | ------------ | --- | -- | ---- | ---- | ---- | ---- | --- | --- | --- | --- | ---- |
| 2017–18 | Golden State | 1   | 0  | 1.0  | .000 | .000 | .000 | 1.0 | 0.0 | 0.0 | 0.0 | 0.0  |
| 2018–19 | Toronto      | 28  | 0  | 5.8  | .447 | .324 | .867 | 2.0 | 0.1 | 0.2 | 0.9 | 3.3  |
| 2019–20 | Toronto      | 62  | 0  | 13.2 | .472 | .322 | .784 | 4.5 | 0.4 | 0.4 | 1.0 | 6.6  |
| 2020–21 | Toronto      | 60  | 14 | 24.2 | .514 | .383 | .788 | 6.7 | 1.1 | 0.6 | 1.9 | 13.6 |
| 2021–22 | Toronto      | 80  | 9  | 21.1 | .464 | .297 | .777 | 6.2 | 0.3 | 0.6 | 0.9 | 9.4  |
| 2022–23 | Toronto      | 76  | 0  | 20.0 | .493 | .328 | .762 | 5.5 | 0.4 | 0.6 | 0.8 | 9.4  |
| 2023–24 | Toronto      | 50  | 0  | 14.1 | .507 | .330 | .772 | 4.1 | 0.5 | 0.3 | 0.5 | 6.4  |
| Gesamt  | Gesamt       | 357 | 23 | 17.8 | .488 | .333 | .785 | 5.2 | 0.5 | 0.5 | 1.0 | 8.7  |

#### Play-offs
| Saison  | Team    | GP | GS | MPG  | FG % | 3P % | FT % | RPG | APG | SPG | BPG | PPG  |
| ------- | ------- | -- | -- | ---- | ---- | ---- | ---- | --- | --- | --- | --- | ---- |
| 2018–19 | Toronto | 2  | 0  | 2.0  | .400 | .333 | .000 | 0.5 | 0.0 | 0.0 | 0.5 | 2.5  |
| 2019–20 | Toronto | 7  | 0  | 6.1  | .273 | .400 | .000 | 1.7 | 0.1 | 0.0 | 0.3 | 1.1  |
| 2021–22 | Toronto | 6  | 0  | 21.7 | .619 | .400 | .900 | 5.8 | 0.2 | 0.2 | 1.2 | 11.2 |
| Gesamt  | Gesamt  | 15 | 0  | 11.8 | .534 | .391 | .750 | 3.2 | 0.1 | 0.1 | 0.7 | 5.3  |